# Памятники Гомеля
Расположение Гомеля в Восточной Белоруссии стало причиной того, что все основные политические и военные события в регионе так или иначе захватывали город. Несмотря на более чем 860-летнюю историю, все памятники установлены после Великой Отечественной войны, разрушившей город практически полностью.
| Фото | Название                                 | Год установления | Расположение                                                                 | Краткие сведения |
|      | Памятник Ленину                          | 1958             | Площадь Ленина                                                               | Установлен в честь 40-летия БССР. Бронзовая фигура установлена на гранитном постаменте. Высота фигуры 6 метров, высота постамента 3 метра, общая высота 9 метров. К гранитному постаменту примыкают трибуны. Скульптор Ш. Микатадзе, архитектор И. Спирин. |
|      | Памятник Богдану Хмельницкому            | 1958             | Напротив стадиона «Локомотив» на ул. Б.Хмельницкого                          | |
|      | Бюст П. О. Сухого                        | 1977             | Проспект Ленина                                                              | Бюст П. О. Сухого установлен, как дважды Герою Социалистического Труда. Он жил в Гомеле в 1900—1914 и в 1919 гг., учился в гимназии и преподавал в железнодорожной школе. Состоит из прямоугольного постамента (3,5 м), облицованного плитами чёрного гранита и возвышающегося на нём бронзового бюста (1,2 м). Площадка вокруг постамента выложена серыми бетонными плитами, перед постаментом расположен фонтан, вокруг — декоративные насаждения. Скульптор З. Виленский, архитектор В. Саенко. |
|      | Памятник Петру Чайковскому               | 1978             | Улица Жарковского, около детской музыкальной школы № 1 им. П. И. Чайковского | |
|      | Бюст А. А. Громыко                       | 1983             | Сквер имени Громыко, рядом с ул. Советской                                   | Бюст министра иностранных дел СССР А. А. Громыко, уроженец деревни Старые Громыки (ныне Гомельская область). В Гомеле Громыко закончил профтехшколу и техникум уставлен как дважды Герою Социалистического Труда (1969, 1979 гг.). Скульптор И. Рукавишников, архитекторы А. Климочкин и М. Посохин). Состоит из цилиндрического постамента (высотой 3 м), на котором возвышается бронзовый бюст (1,1 м). Площадка у основания памятника выложена гранитными плитами.                              |
|      | Памятник Н. П. Румянцеву                 | 1996             | Напротив главного входа во дворец Румянцевых — Паскевичей                    | Скульптор Н. А. Рыженков |
|      | Памятник Кириллу Туровскому              | 2004             | Сквер Кирилла Туровского возле Гомельского областного драмтеатра             | Открыт 4 сентября 2004 года ко Дню белорусской письменности. Фигура просветителя, отлитая из бронзы, высотой 3,5 метра, установлена на 2-метровый гранитный постамент. Авторами работы являются скульпторы Лев и Сергей Гумилевские, а также архитектор Николай Жлоба. |
|      | Памятник И. И. Паскевич                  | 2003             | Улица Ирининская, в сквере возле здания ЗАГСа Центрального района Гомеля     | Высота бронзового памятника — 2 метра. Открыт в сентябре 2003 года в День города. Cкульптор Д. А. Попов. |
|      | Бюст Янки Купалы                         | 2003             | Cквер им. Я.Купалы                                                           | |
|      | Бюст И. И. Паскевич                      | 2003             | Возле Петропавловского собора                                                | Скульптор бюста и мемориальная доска на стене Петропавловского собора — В. Долгов |
|      | Бюст Тараса Шевченко                     | 2004             | Сквер Т. Г. Шевченко у здания кинотеатра «Октябрь» (ул. Барыкина, 127)       | Памятник Тарасу Шевченко был открыт в год его 190-летия — 25 мая 2004 года. Скульптуру гомельской городской власти передала украинская сторона, работы по благоустройству сквера Т. Г. Шевченко осуществлено за счёт гомельчан. |
|      | Клоун «Карандаш»                         | 2006             | У здания цирка (ул. Советская, 27)                                           | Памятник клоуну Михаилу Румянцеву, известному как «Карандаш» установлен 1 июня 2006 года. Автор — местный скульптор Вячеслав Долгов. |
|      | Бюст М. Ломоносова                       |                  | Около ОАО "Гомельстекло". Улица М. Ломоносова                                | |
|      | Памятный знак на месте древнего городища | 2023             | В урочище, прилегающем к микрорайону Шведская Горка                          | |